# К-13 (авиационная ракета)
K-13/Р-13 (Индекс в серии — Р-3, по классификации МО США и НАТО — AA-2 Atoll) — одна из наиболее распространённых в мире ракет класса «воздух—воздух» малой дальности. Создана в Советском Союзе как копия американской ракеты AIM-9 Sidewinder, путём анализа образцов ракет, предоставленных союзным Китаем. В качестве платы за предоставленные образцы, документация на ракету Р-13 была передана Китаю, там ракета производилась под индексом PL-2. 
Находится на вооружении множества государств.

## Разработка
Разработка управляемой ракеты класса «воздух-воздух» средней дальности К-13 началась в ОКБ-134 в 1958 году. При разработке были использованы образцы предоставленной Китаем американской ракеты AIM-9 Sidewinder — одна из неразорвавшихся после воздушных боёв Второго Тайваньского кризиса ракет, после поисков была найдена в прибрежной грязи и передана СССР в начале 1958 года. Ещё одним образцом послужила неразорвавшаяся AIM-9B, доставленная на аэродром китайским МиГ-17 в собственном фюзеляже, эта ракета была выпущена тайваньским F-86 Sabre во время воздушного боя 28 сентября 1958 года, но после попадания не взорвалась.
Также сильно помог в деле освоения образца американского вооружения шведский полковник Стиг Веннерстрём, работавший на советское ГРУ и передавший в это же время подробные чертежи изделия (когда полковника раскрыли, обвинение в передаче чертежей стало одним из главных пунктов обвинения, в результате которого Веннерстрём был приговорен к пожизненному заключению, позже сокращенному до 20 лет).
Ракета К-13 представляла собой почти полную копию американской ракеты, вплоть до того, что была совместима с оригиналом по запчастям (последующая проверка этой серии ракет, захваченных НАТО, показала, что детали от AIM-9 могут быть совместимы с деталями от К-13, и такая комбинация будет работать). Исключения составили ТПГСН и ракетное топливо, которые были разработаны советскими учёными. 
Немалый вклад в отработку ракеты внесли экспериментальные самолёты ОКБ-155 — СМ-12 (СМ-12/3 и СМ-12/4). Полномасштабные испытаниям системы вооружения К-13, на истребителях МиГ-21Ф, СМ-12/ЗТ и СМ-12/4Т, оборудованным пусковыми устройствами АПУ-13Д, начались 21 октября 1959 г.
Серийное производство ракет началось в 1960 году.

## Модификации
- Р-3С (AA-2 Atoll B) -
- Р-3Р (AA-2 Atoll C) — модификация с полуактивной радиолокационной ГСН
- Р-13М (К-13М, «изделие 380», AA-2 Atoll D) — модернизированная. Отличается формой оперения и рулей, более чувствительной охлаждаемой фреоном ГСН «Иней-70», новым радиовзрывателем. Разработана в 1969 году. Принята на вооружение 3 января 1974 года.
- Р-13М1 («изделие 380М», AA-2 Atoll D) — модернизированная. Отличается увеличенным крылом двойной стреловидности, ГСН «Иней-М».
- К-13ВВ — упрощённый вариант по технологии «военного времени»
- PL-2 — китайский вариант Р-3С созданный на базе документации по К-13 и натурных образцов переданных КНР в соответствии с советско-китайским соглашением от 30 марта 1961 года, по Постановлению Правительства № 513—214 от 30 мая 1961 года.
- A-91 — румынский вариант Р-3С, производившийся по лицензии

## Боевое применение
Ракеты Р-3/13 применялись во многих вооружённых конфликтах, где достигли значительных успехов.
- В ходе войны во Вьетнаме лётчики на МиГ-21 с помощью ракет Р-3С сбили, по минимальным оценкам, 76 американских летательных аппаратов, в это число входят 36 самолётов F-4, 17 F-105, 2 B-52B (по другим данным, самолёты модификации B-52B не применялись во Вьетнаме[6], а северовьетнамцы претендуют лишь на один самолёт B-52, сбитый в воздушном бою), 2 RF-101C, 1 EB-66C, 1 RA-5C, 1 F-102A, 1 A-7B, 1 вертолёт HH-53B и 4 БПЛА AQM-34. Также большое число летательных аппаратов получили значительные повреждения ракетами Р-3, но смогли вернуться на базу[7][8].
- В ходе Шестидневной войны в 1967 году (1967) египетские лётчики МиГ-21 с помощью Р-3С сбили как минимум 3 израильских истребителя, 2 SMB.2 и 1 Mirage-III.
- В последующей войне на истощение пилоты МиГ-21 сбили максимум 4 израильских самолёта.
- В ходе индо-пакистанского конфликта 1971 года индийские МиГ-21ФЛ с помощью ракет Р-3С сбили 3 пакистанских F-104A, не понеся потерь, а также один свой собственный МиГ-21[9].
- В ходе войны Судного дня 1973 года египетские пилоты сбили не менее 10 израильских «Фантомов» и «Миражей». Сирийцы одержали как минимум 25 воздушных побед при помощи Р-3. Также большое число летательных аппаратов получили значительные повреждения ракетами Р-3, но смогли вернуться на базу[10]. Сирийцы столкнулись с низкой надёжностью ракет Р-3С, около 30 ракет не навелись на цель после пуска[11].
  - В 1974 году в ходе сражений за гору Хермон сирийские МиГ-21 одержали не менее 2 воздушных побед с помощью Р-3 и ещё 2 победы одержали МиГ-23[источник не указан 664 дня].
- В 1981 году сирийские МиГ-23 с помощью ракет Р-13 над Ливаном сбили два израильских штурмовика A-4, по другим данным, потерь у израильских A-4 не было.
- В ходе израильского вторжения в Ливане в 1982 году ракетой Р-13, выпущенной сирийским МиГ-21 был сбит израильский истребитель F-4[12].
- В ходе ирано-иракской войны иракские МиГ-21 и МиГ-23 использовали ракеты Р-13 в первой половине войны. С помощью их им удалось одержать как минимум 13 воздушных побед, вероятно, это число может быть несколько или значительно выше[13].
- Ракеты также применялись в инцидентах в мирное время. Так, 26 сентября 1964 года чехословацкий истребитель МиГ-21 был сбит над ГДР советским истребителем при помощи Р-3С[14].

## Тактико-технические характеристики[15]
| Модификация                        | Р-3С                                                 | Р-3Р                                         | Р-13М                                                      | Р-13М1                                                     |
|                                    | изделие 310                                          | изделие 320                                  | изделие 380                                                | изделие 380М                                               |
| ---------------------------------- | ---------------------------------------------------- | -------------------------------------------- | ---------------------------------------------------------- | ---------------------------------------------------------- |
| Принятие на вооружение             | 1962                                                 | 1967                                         | 1974                                                       | 1976                                                       |
| Самолёты-носители/боекомплект      | МиГ-19/2, МиГ-21/2, МиГ-21С,-бис/4 МиГ-23/4, Як-25/4 | МиГ-21С/4, МиГ-21СМ/4, МиГ-21бис/4, МиГ-23/4 | МиГ-21бис/4, МиГ-23М/4, МиГ-23МЛ/4, МиГ-23МЛА/4, МиГ-23П/4 | МиГ-21бис/4, МиГ-23М/4, МиГ-23МЛ/4, МиГ-23МЛА/4, МиГ-23П/4 |
| Максимальная дальность, км         | 7,6                                                  | 8                                            | 15                                                         | 15                                                         |
| Минимальная дальность, км          | 0,9                                                  | 1,5                                          | 0,9                                                        | 0,3                                                        |
| Длина ракеты, мм                   | 2838                                                 | 3417 (3120)                                  | 2875                                                       | 2876                                                       |
| Диаметр корпуса, мм                | 127                                                  | 127                                          | 127                                                        | 127                                                        |
| Размах крыла, мм                   | 528                                                  | 528                                          | 632                                                        | 651                                                        |
| Размах рулей, мм                   | 384                                                  | 384                                          | 420                                                        | 453                                                        |
| Стартовая масса, кг                | 75,3                                                 | 83,5                                         | 87,7                                                       | 90,6                                                       |
| Время управляемого полёта, сек.    | 21                                                   | 21                                           | 54                                                         | 52                                                         |
| Максимальная скорость, м/с         | 550                                                  | 550                                          | 550                                                        | 550                                                        |
| Допустимая перегрузка при пуске, g | -                                                    | -                                            | 3,7                                                        | 5-6                                                        |
| Перегрузка перехватываемой цели, g | 3                                                    | 2                                            | 7                                                          | 8                                                          |
| Боевая часть                       | ОФ 11,3 кг                                           | ОФ 11,3 кг                                   | Стержневая 11,3 кг                                         | Стержневая 11,3 кг                                         |
| Система наведения                  | ИК ГСН ТГС-13К                                       | ПАРЛ ГСН ПАРГ-13 (10-20 ГГц)                 | ИК ГСН «Иней 70» с охлаждением фреоном                     | ИК ГСН «Иней-М» с охлаждением фреоном                      |
| Взрыватель                         | неконтактный оптический 454-К                        | неконтактный радиовзрыватель «Ястреб»        | неконтактный радиолокационный «Синица»                     | неконтактный радиолокационный «Синица»                     |
| Двигательная установка             | ПРД-80А                                              | ПРД-80А                                      | ПРД-240                                                    | ПРД-240                                                    |

## Зарубежные варианты
- Лицензионное производство модификации ракеты с инфракрасной головкой самонаведения под индексом A90 было налажено на предприятиях военно-промышленного комплекса Социалистической Республики Румыния в начале 1989 года, экспорт ракет за рубеж осуществлялся государственной компанией «Ромтехника» в структуре Министерства национальной обороны Румынии. Первые серийные образцы экспонировались 2—6 мая 1989 г. на выставке вооружений «Международная оборона, электроника и авионика» (IDEA ’89) в Анкаре. По заявлению румынской стороны, 90 % комплектующих изготавливались на месте и только 10 % ввозились из СССР[17].

## Эксплуатанты
Афганистан
 Алжир
 Ангола
 Болгария
 Вьетнам
 Китай
 Куба
 Чехословакия
 ГДР
 Египет
 Финляндия
 Индонезия
 Индия
 Ирак
 Ливия
 КНДР
 Польша
 Румыния
 СССР
 Сирия
 Йемен